# Danza/Canto alla luna
Danza/Canto alla luna è un singolo di Mia Martini, pubblicato il 16 febbraio 1979 per l'etichetta discografica Warner Bros. Records, estratto dall'omonimo album Danza.

## Descrizione
Il disco rappresenta il culmine della collaborazione artistica e sentimentale, inaugurata nel 1977, tra Ivano Fossati e Mia Martini. Entrambe le tracce del 45 giri sono state scritte e composte dal cantautore ligure.

## Il disco

### Danza
(Mia Martini)
Il brano rappresenta un ruolo fondamentale nella carriera dell'interprete calabrese. Il pubblico ammira un'artista che ha abbandonato il repertorio tradizionale per rimettersi in gioco con una musica contemporanea e innovativa, come ai tempi del primo album Oltre la collina.
Danza è il brano di punta dell'omonimo album, che invita a non coltivare i propri dolori, ma piuttosto a reagire e, se proprio non si può fare di più, a danzare su tutto quello che manca, sulla poca fortuna e sul male che fa.

### Canto alla luna
Suggestivo pezzo dal ritmo travolgente e dagli echi in stile progressive. Il brano è un canto rabbioso da parte della protagonista nel vedere inascoltate le sue preghiere per una vita migliore.

## Successo e classifiche
Danza è l'inizio di un periodo particolarmente difficile. Iniziano i primi dissapori dal punto di vista sentimentale con Fossati e inoltre le voci sul suo portare sfortuna si stavano facendo più insistenti, compromettendo la sua carriera. Difatti le difficoltà per la promozione del disco non furono poche. Il disco viene promosso al Festivalbar, ma l'esibizione della Martini viene tagliata in fase di montaggio. Sempre a questo proposito, la Martini avrà modo di dichiarare in un'intervista su Epoca del 5 marzo 1989: 
Osannato dalla critica fin dalla sua uscita, Danza non ottiene il successo sperato, ma viene col tempo rivalutato dal pubblico, diventando una delle produzioni più riuscite nella carriera di Mia Martini.

## Tracce
Lato A
1. Danza – 4:37 (Ivano Fossati)

Lato B
1. Canto alla luna – 3:34 (Ivano Fossati)